# Štubik
Štubik (en serbe cyrillique : Штубик) est un village de Serbie situé dans la municipalité de Negotin, district de Bor. Au recensement de 2011, il comptait 848 habitants.

## Histoire
Štubik abrite une trentaine de celliers (en serbe cyrillique : Штубичке пивнице ; en serbe latin : Štubičke pivnice) qui datent des années 1850-1870 ; ils sont inscrits sur la liste des entités spatiales historico-culturelles d'importance exceptionnelle de la république de Serbie et, en même temps que ceux de Rajac et de Rogljevo, ils ont été présentés pour une inscription au patrimoine mondial de l'UNESCO.

## Démographie

### Évolution historique de la population
| 1948  | 1953  | 1961  | 1971  | 1981  | 1991  | 2002 | 2011 |
| ----- | ----- | ----- | ----- | ----- | ----- | ---- | ---- |
| 1 886 | 1 930 | 1 957 | 1 660 | 1 476 | 1 214 | 939  | 848  |

|  |